# Cartuja de Marienau

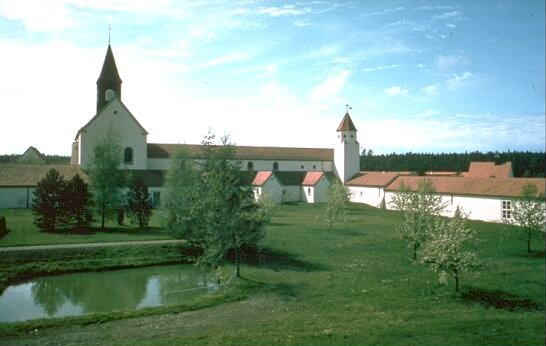
Cartuja de Marienau

La Cartuja de Marienau (Kartause Marienau) es un monasterio de la Orden de los Cartujos, continuación de la desaparecida Cartuja de Maria Hain en Düsseldorf, localizada desde 1964 cerca de Bad Wurzach, distrito de Ravensburg, en Baden-Württemberg. Es el único monasterio cartujo de Alemania.

## Cartuja de Maria Hain
En 1869, el que fuera Schloss Hain en Düsseldorf-Unterrath fue convertido en monasterio cartujo con el nombre de Cartuja de Maria Hain. Sobrevivió a la Kulturkampf de los 1880 y a la Segunda Guerra Mundial, pero no a la ampliación del aeropuerto de Düsseldorf que obligó a expropiar las tierras de los monjes. En 1964, contra su voluntad, la comunidad tuvo que marcharse.

## Cartuja de Marienau
Entre 1962 y 1964 se construyó la nueva cartuja sucesora de Maria Hain, diseñada por los arquitectos Emil Steffann y Gisberth M. Hülsmann. Se encuentra muy cerca del pueblo de Seibranz, Bad Wurzach, Baden-Württemberg. El monasterio, ocupado en 1964, está aislado del mundo por los bosques que lo rodean y no se permite su visita. Los padres pueden encontrarse con los visitantes en la hospedería.

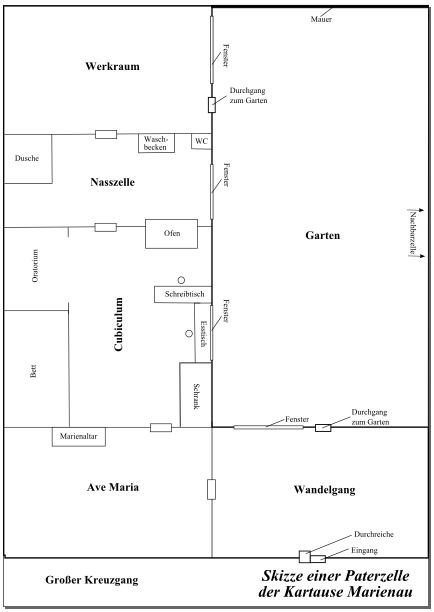
Esquema de la celda-apartamento de un cartujo en Marienau

Marienau es una "doble cartuja", esto es, que alberga 24 monjes en vez de los habituales 12. Los edificios, como exigió el padre cartujo Marianus Marck, se organizan en cinco áreas bien definidas:
1. El claustro "menor" central
2. El claustro mayor
3. La casa de los hermanos
4. Los talleres y granja
5. Recepción y hospedería

Los edificios alrededor del gran claustro son de un solo piso, y el resto de dos pisos. Todos construidos en ladrillo, con cubiertas en madera y teja roja. Los muros exteriores están pintados de amarillo. El muro perimetral tiene una altura 2,5 metros y una longitud total de aproximadamente 1,2 kilómetros. Existen tres puertas de acceso al recinto. La sencilla iglesia está situada en medio del complejo monástico, que cubre unas 10 hectáreas de terrenos. 
Dentro del monasterio está el cementerio en el que se entierra a los monjes. Los cartujos tradicionalmente son enterrados con su hábito puesto, sobre un tablón, y sin ataúd. Una simple cruz de madera, sin nombre, marca el lugar. No obstante, para ajustarse a la ley, se conserva un plano que indica quien y donde está enterrado. En el cementerio también descansan los restos de los monjes del desaparecido monasterio de Maria Hain, trasladados a la nueva cartuja en 1964. 
En la década de 2000, se enviaron dos cartujos de Marienau para reforzar la nueva fundación de la Cartuja de Nuestra Señora de Corea, en la Corea del Sur. En 2014, la comunidad incluía treinta y cinco monjes, diez padres cartujos y veinticinco hermanos. De ellos, diez monjes menores de cuarenta y el mayor de ochenta y dos años.